# Xã Altoona, Quận Beadle, South Dakota
Xã Altoona (tiếng Anh: Altoona Township) là một xã thuộc quận Beadle, tiểu bang Nam Dakota, Hoa Kỳ. Năm 2010, dân số của xã này là 82 người.